# Dmytro Jehorow
Dmytro Jehorow (ukrainisch Дмитро Єгоров, engl. Transkription Dmytro Yehorov; * 2. Dezember 1930) ist ein ehemaliger ukrainischer Hammerwerfer, der für die Sowjetunion startete.
Bei den olympischen Spielen 1956 in Melbourne wurde er Siebter mit 60,22 m.
Seine persönliche Bestleistung von 64,01 m stellte er am 8. August 1958 in Kiew auf.